# Ines Vercesi
Ines Vercesi (Pavia, 5 gennaio 1916 – Sestri Levante, 24 aprile 1997) è stata una ginnasta italiana.

## Carriera
Ha fatto parte della giovanissima squadra italiana, composta in gran parte di ragazze di 13-14 anni, che alle Olimpiadi del 1928 ad Amsterdam ha conquistato la medaglia d'argento nel concorso generale a squadre dietro le padrone di casa. Le ginnaste, quasi tutte pavesi, erano infatti dette le piccole ginnaste di Pavia.

## Palmarès
| Anno | Manifestazione  | Sede      | Risultato | Gara               |
| ---- | --------------- | --------- | --------- | ------------------ |
| 1928 | Giochi olimpici | Amsterdam | Argento   | Concorso a squadre |